# تیمبرا
تیمبرا (یونانی باستان: Θύμβρα) شهر باستانی در نزدیکی شهر تروآ (ترکیه امروزی) بود. در دسامبر ۵۴۷ پیش از میلاد بین کوروش بزرگ و کرزوس شاه لیدیه، نبردی به نام نبرد تیمبرا روی می هد. در این رزم کوروش هخامنشی پیروز می‌شود و لیدیه به قلمرو امپراتوری هخامنشیان افزوده می‌شود.